# Acantharcturus brevipleon
Acantharcturus brevipleon är en kräftdjursart som beskrevs av Oleg Grigor'evich Kussakin och Galina S. Vasina 1997. Acantharcturus brevipleon ingår i släktet Acantharcturus och familjen Antarcturidae. Inga underarter finns listade i Catalogue of Life.